# Geirmund Brendesæter
Geirmund Brendesæter (* 22. März 1970 in Stord) ist ein ehemaliger norwegischer Fußballspieler, der zuletzt bei Brann Bergen gespielt hat, aber auch in der Fußball-Bundesliga bei Arminia Bielefeld tätig war.

## Karriere

### Verein
Geirmund Brendesæter begann seine Karriere bei den Vereinen Bremnes IL und Stord IL. 1991 wechselte er dann zu Brann Bergen, wo er in fünf Jahren 107 Spiele absolvierte und vier Tore schoss. 1997 folgte dann der Wechsel in die Fußball-Bundesliga zu Arminia Bielefeld. Für Bielefeld machte er 13 Spiele. Noch im selben Jahr kehrte er wieder zurück zu Brann Bergen.
Im Jahr 2001 startete er über die Medien eine Umfrage, ob er seinen Vertrag verlängern oder seine Fußballschuhe an den Nagel hängen solle. Es wurde entschieden 3525:3429 für eine Vertragsverlängerung. Daraufhin verlängerte Brendesæter seinen Vertrag um weitere zwei Jahre. Bei seinem letzten Spiel wurde er ein paar Minuten vor Spielschluss eingewechselt und bekam Standing-Ovations. Er spielte dann auf der Stürmerposition, wo er in der Jugend immer gespielt hat, jedoch in Brann wurde er sonst nur als Verteidiger eingesetzt.

### Nationalmannschaft
Zwischen 1993 und 1995 bestritt er sechs Länderspiele für die Norwegische Fußballnationalmannschaft.